# Peter Meijer
Peter James Meijer [ˈmaɪ.ər], född 10 januari 1988 i Grand Rapids i Michigan, är en amerikansk republikansk politiker. Han var ledamot av USA:s representanthus 2021–2023.
Meijer härstammar från en av de rikaste familjerna i Michigan vars förmögenhet har att göra med företaget Meijer.
Meijer studerade vid United States Military Academy, avlade sedan 2012 kandidatexamen vid Columbia University och 2017 MBA-examen vid New York University.
Meijer var en av tio republikaner som röstade för riksrätt av Donald Trump under hans andra riksrätt 2021. Den 2 augusti 2022 förlorade Meijer det republikanska primärvalet om sin plats till John Gibbs.